# Molenmeers
De Molenmeers is een straat in Brugge.

## Beschrijving
De oudste vermelding van de Molenmeers dateert van 1302: in die Moelemeersch.
De 'molen' was daar nooit ver weg. Het ging om een watermolen die bij de stadsgracht stond, dicht bij de 'molenbrug' die de uitgang was van stad, richting Aardenburg. Die molen moet er al heel vroeg hebben gestaan want op het einde van de jaren 1100 sprak men van de oude molen. De stadsgracht werd er gesitueerd als an de oude molen.
Wat de straat betreft, ze werd door een onbebouwd stuk grond getrokken die duidelijk moerassig was. De combinatie van de beide gegevens lag voor de hand en het werd de Molenmeers.
De Molenmeers loopt van de Langestraat naar de Jeruzalemstraat.